# Minnie Vautrin
Pour les articles homonymes, voir Vautrin.
Wilhelmina (Minnie) Vautrin (née le 27 septembre 1886 à Secor (Illinois) et morte le 14 mai 1941) est une missionnaire américaine connue pour avoir sauvé la vie de nombreuses femmes du Collège pour filles de Ginling de Nankin, en Chine, durant le massacre de Nankin.

## Biographie
Minnie Vautrin est née à Secor, dans l'Illinois. Elle travaille dur et passe la majeure partie de son enfance et de son adolescence à gagner de l'argent pour entrer à l'université. A 17 ans, elle rejoint l'Université d'État de l'Illinois à Normal (Illinois). Elle est ensuite diplômée de l'Université de l'Illinois à Urbana-Champaign. Elle commence alors une carrière de professeur dans un lycée de LeRoy, dans l'Illinois.
En 1912, Minnie Vautrin arrive en Chine en tant que missionnaire et professeur. Durant ses premières années en Chine, elle participe à la fondation d'une école pour filles à Luchowfu. Elle se rend ensuite à Nankin pour prendre part à la construction de l'école pour filles de Ginling, où elle officie également comme maître d'études.
Lorsque les Japonais lancent la bataille de Nankin, en décembre 1937, elle et d'autres étrangers dans la ville, dont John Rabe, travaillent à la protection des civils dans la zone de sécurité de Nankin. Le collège pour filles de Ginling devient alors un refuge, qui accueillera plus de 10 000 femmes, dans des locaux prévus pour en contenir entre 200 et 300. Avec seulement sa volonté et un drapeau américain, Vautrin parvient à repousser les incursions japonaises dans son école.
Minnie rapporte les horreurs de la guerre dans son journal intime en 1937 :

« Il n'y a probablement aucun crime qui n'ait été commis dans la ville aujourd'hui. Trente filles ont été enlevées dans l'aile des langues la nuit dernière et aujourd'hui j'ai entendu nombre d'histoires déchirantes de femmes qui ont été enlevées dans leurs maisons la nuit dernière. Une des filles avait seulement 12 ans. Nourriture, literie et argent ont été confisqués. (...) Je suspecte chaque maison de la ville d'avoir été ouverte, encore et encore, et pillée. Ce soir, un camion est passé avec huit ou dix filles et en passant elles criaient “Jiu ming ! Jiu ming !” - sauvez nos vies. Les coups de feu occasionnels que nous entendons des collines ou dans la rue nous font réaliser le triste destin de certains hommes, très probablement pas des soldats. »

Le 19 décembre, elle ajoute :

« Dans ma colère, je souhaite avoir le pouvoir de les frapper un grand coup pour leur lâcheté. Comme les femmes japonaises seraient honteuses si elles connaissaient ces récits d'horreurs. »

En 1938, elle écrit dans son journal intime qu'elle s'est rendue plusieurs fois à l'ambassade du Japon entre le 18 décembre et le 13 janvier pour déposer des plaintes contre les soldats japonais qui commettaient des crimes à Ginling, en détruisant les documents avant d'emporter des femmes.
En 1940, Vautrin est épuisée et prend un congé. Plusieurs mois après, hantée par les images qu'elle a vues et le sentiment de culpabilité d'être encore en vie, elle se suicide en ouvrant le gaz dans son petit appartement d'Indianapolis.
Après la guerre, Vautrin est récompensée à titre posthume de l'Emblème de jade bleu par le gouvernement chinois pour ses sacrifices durant le massacre de Nankin. Son histoire est racontée dans le livre biographique American Goddess at the Rape of Nanking, écrit par l'historien Hua-ling Hu.
Dans le film documentaire Nanking, Vautrin est interprétée par l'actrice Mariel Hemingway, qui récite des extraits du journal intime de Vautrin.